# Sport Club Audace Torino 1902-1903
Questa voce raccoglie le informazioni riguardanti lo Sport Club Audace Torino nelle competizioni ufficiali della stagione 1902-1903.

## Stagione
L'Audace Torino partecipò al suo secondo campionato, venendo eliminata dalla Juventus nel secondo turno dell'eliminatoria piemontese.

## Divise
La divisa di gioco era una maglia a strisce verticali bianconere con pantaloncini e calzettoni neri.
| Manica sinistra · Manica sinistra · Maglietta · Maglietta · Manica destra · Manica destra · Pantaloncini · Calzettoni |

## Organigramma societario
Area direttiva
- Presidente:

Area tecnica
- Capitano/Allenatore:

## Rosa
| N. |                   | Ruolo | Calciatore |
| -- | ----------------- | ----- | ---------- |
|    | Italia (bandiera) | D     | Fornara    |
|    | Italia (bandiera) | C     | Merlotti   |
|    | Italia (bandiera) | C     | Taragna    |
|    | Italia (bandiera) | A     | Colombo    |

| N. |                   | Ruolo | Calciatore        |
| -- | ----------------- | ----- | ----------------- |
|    | Italia (bandiera) | A     | Enrico Debernardi |
|    | Italia (bandiera) | A     | Fortino           |
|    | Italia (bandiera) | A     | Giuseppe Tarella  |
|    | Italia (bandiera) | A     | Vallauri          |

## Calciomercato
| Acquisti | Acquisti | Acquisti | Acquisti |
| R.       | Nome     | da       | Modalità |
| -------- | -------- | -------- | -------- |

| Cessioni | Cessioni      | Cessioni | Cessioni      |
| R.       | Nome          | a        | Modalità      |
| -------- | ------------- | -------- | ------------- |
| P        | Mario Nicola  |          | fine carriera |
| C        | Carlo Nay     |          | fine carriera |
| C        | Casimiro Nay  |          | svincolato    |
| A        | Andrea Nicola |          | fine carriera |

## Risultati

### Campionato Italiano di Football

#### Eliminatoria piemontese
| Arbitro: | Pasteur (Genova) |

|   |           |   |
| ? | Marcatori | ? |

## Statistiche

### Statistiche di squadra
| Competizione                    | Punti | In casa | In casa | In casa | In casa | In casa | In casa | In trasferta | In trasferta | In trasferta | In trasferta | In trasferta | In trasferta | Totale | Totale | Totale | Totale | Totale | Totale | DR |
| Competizione                    | Punti | G       | V       | N       | P       | Gf      | Gs      | G            | V            | N            | P            | Gf           | Gs           | G      | V      | N      | P      | Gf     | Gs     | DR |
| ------------------------------- | ----- | ------- | ------- | ------- | ------- | ------- | ------- | ------------ | ------------ | ------------ | ------------ | ------------ | ------------ | ------ | ------ | ------ | ------ | ------ | ------ | -- |
| Campionato Italiano di Football | 0     | 1       | 0       | 0       | 1       | 1       | 2       | 0            | 0            | 0            | 0            | 0            | 0            | 1      | 0      | 0      | 1      | 1      | 2      | -1 |

### Statistiche dei giocatori
| Giocatore       | Campionato Italiano di Football | Campionato Italiano di Football |
| Giocatore       | Presenze                        | Reti                            |
| --------------- | ------------------------------- | ------------------------------- |
| E. Debernardi I | 1                               | 0                               |
| G. Tarella      | 1                               | 0                               |